# Удовенко, Николай Николаевич
Никола́й Никола́евич Удове́нко (род. 6 октября 1956) — советский украинский легкоатлет, специалист по спортивной ходьбе. Выступал на всесоюзном уровне в конце 1970-х — начале 1980-х годов, серебряный призёр Спартакиады народов СССР и чемпионата СССР, действующий рекордсмен СССР в ходьбе на 50 000 метров, участник чемпионата мира в Хельсинки. Представлял Киев, спортивные общества «Буревестник» и «Авангард».

## Биография
Николай Удовенко родился 6 октября 1956 года. Занимался лёгкой атлетикой в Киеве, выступал за Украинскую ССР, добровольные спортивные общества «Буревестник» и «Авангард».
В 1979 году на домашних соревнованиях в Киеве установил рекорд Украины в ходьбе на 30 000 метров на стадионе — 2:08.16,0.
Впервые заявил о себе на всесоюзном уровне в сезоне 1980 года, когда в ходьбе на 50 км занял четвёртое место на соревнованиях в Москве. Позднее одержал победу в ходьбе на 50 000 метров на соревнованиях в Ужгороде, установив при этом рекорд СССР, который впоследствии так и не был никем превзойдён.
В 1982 году в дисциплине 50 км с личным рекордом 3:49:25 выиграл бронзовую медаль на международном старте в Мексике.
В 1983 году на чемпионате страны в рамках VIII летней Спартакиады народов СССР в Москве с результатом 3:59.18 завоевал серебряную награду в 50-километровой ходьбе, уступив только Сергею Юнгу. Благодаря этому успешному выступлению вошёл в основной состав советской сборной и удостоился права защищать честь страны на впервые проводившемся чемпионате мира по лёгкой атлетике в Хельсинки — здесь во время прохождения дистанции в 50 км был дисквалифицирован за нарушение техники ходьбы.
После распада Советского Союза проживал и работал в Ванкувере, Канада.